# Francisco Gómez de Valencia

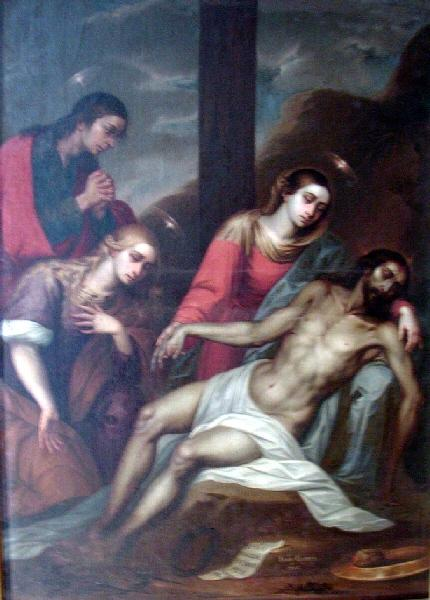
La Virgen de las Angustias, óleo sobre lienzo (228 x 162,5 cm.), Museo de Bellas Artes de Granada.

Francisco Gómez de Valencia (Granada, 1657- ¿?) fue un pintor barroco español, hijo del también pintor Felipe Gómez de Valencia y seguidor del estilo paterno como miembro de la escuela de pintura creada en aquella ciudad en torno a la obra de Alonso Cano.
Según Ceán Bermúdez, Francisco heredó de su padre el sentido del color dulce y la facilidad para el dibujo, como lo acreditarían los cuadros de gran tamaño de la sacristía de los carmelitas descalzos de Granada, dedicados a los santos de la orden, y se puede apreciar también en algunas de sus obras conservadas en el Museo de Bellas Artes de Granada, especialmente en la Virgen de las Angustias, firmada, en la que abordó un motivo repetido en distintas ocasiones por el padre valiéndose siempre de estampas flamencas. 
No antes de 1699, año en que aparece fechada una tela de la Dormición de la Virgen del museo de Granada, debió de pasar a México, según dice Ceán Bermúdez, donde habría fallecido mediado el siglo XVIII. Alfonso E. Pérez Sánchez menciona en este sentido una Asunción, con recuerdos canescos, firmada por él y conservada en la Academia de San Carlos de México.